# Anatolij Azolski
Anatolij Azolski, ros. Анатолий Алексеевич Азольский (ur. 1930, zm. 2008) – rosyjski pisarz.
W 1952 ukończył Wyższą Szkołę Marynarki Wojennej im. Michaiła Wasiljewicza Frunzego, do 1954 służył w marynarce wojennej. Następnie do 1965 pracował w przedsiębiorstwach przemysłowych w Moskwie.
W 1965 opublikował opowiadanie Ta przeklęta wojna rus. ros. Эта проклятая война. Większe prace zostały wydane dopiero w okresie pieriestrojki – w 1987 Stiepan Siergiejewicz ros. Степан Сергеевич, w 1990 Legenda o Tarwkinie ros. Легенда о Травкине i inne . Jego prace tłumaczyła m.in. Henryka Broniatowska.